# ジョン・ストループ
ジョン・リドリー・ストループ（John_Ridley_Stroop [struːp] ; 1897年3月21日 - 1973年9月1日）はJ.リドリー・ストループ（J_Ridley_Stroop）としてよく知られているアメリカ合衆国の心理学者である。心理認知及び干渉などの研究のいくつかによって考慮され続ける集中力のゴールドスタンダードであり、21世紀への関連性について引用され続けるのに十分なほど深い。しかし、彼の人生の情熱はキリスト教であり、彼にとって心理学は単なる職業であった。

## 初期の人生
ジョン・リドリー・ストループはテネシー州ラザフォード郡のマーフリーズボロ郊外にあるホールズヒルの田舎のコミュニティで生まれた。乳児としての健康状態が悪いため、彼の家族は彼が長生きするつもりはないと考え、最も重い農作業の一部を免れた。彼はキトレルにある地元の郡の学校で才能があり、ナッシュビルのデビッドリップスコム高校に通った彼のクラスの最初を終え、1919年に卒業した。ストループはその後テネシー州ナッシュビルにある2年間の短期大学リプスコム大学であるデビッドリップスコムカレッジで勉強を始めた。この大学には、大学の博士課程の後に教員として戻ってきた。2年後の1921年、彼はクラスで最初に卒業し、リップスコムから卒業証書を取得した。  
1921年12月23日、ストループは3人の息子がいたゼルマ・ダンと結婚した。ゼルマは、デビッド・リップスコムの妻であるマーガレット・ゼルナーの姪だった。 

## 学問的な仕事
ストループは、ナッシュビルのピーボディ大学で残りの学術研究を行いながら、リップスコムでコースを教えていた。彼は1924年に理学士号を、1925年に理学修士号を取得している。  

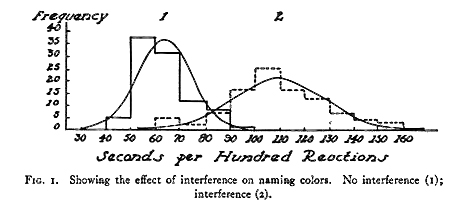
Stroopエフェクトを説明するStroopの元の記事の図。この図は、異なる色のインクで書かれた正方形の色（競合）よりも、正方形の色（競合なし）に名前を付けるのにかかる時間が少ないことを示している。

ピーボディでの彼の博士課程の研究は、教育心理学のマイナーと実験心理学に焦点を当てていた。ジェサップ心理研究所での彼の研究と彼の論文は、ジョセフ・ピーターソンの指揮下にあった。Stroopの研究は、オブジェクトの命名とオブジェクト名の読み取りを含む精神プロセスを測定するために、ヴィルヘルム・ヴントの指導の下、ジェームズ・キャッテルによる1880年代初頭の研究に基づいて行われた。ストループの研究の優雅さは、実験の厳密さと説明の明快さを適用することだった。その結果、彼の名前でテストされたプロセスが特定された。彼は、オブジェクトの名前の読み取りとオブジェクトの名前付けの間の干渉を示すカラーワードタスクを開発し、後でStroopエフェクトと呼ばれるその心理的特性の一部を説明した。
博士号を取得するためのカラーワードタスクに関する論文を作成した直後、彼は実験心理学を離れた。彼はカラーワードタスクに関連する他の2つの論文のみを作成した。
博士号を取得した後、彼はテネシー州教育委員会とテネシー工科大学（現在はテネシー工科大学）で短時間働いた。彼はすぐにデビッド・リップスコム・カレッジに戻り、そこで11年間レジストラを務め、その後1948年から1964年まで心理学部の議長を務めた 。彼は1967年に引退するまで心理学と聖書研究を教え続けた。彼はパーカーズバーグのオハイオバレー大学の学部長を1年間務めた後、1973年9月1日に死去するまでリップスコムに聖書研究の名誉教授として戻った。

## 著作
彼が執筆、編集した作品は、心理学と宗教の分野のものだった。 

### 心理学の論文
- 手書きスケールによる手書きの採点の不正確さに関する研究（1925年） [4]
- 一連の言語的反応における干渉の研究（1935年）

### 心理学の記事
- グループの判断は、グループの平均的なメンバーの判断よりも優れていますか？ （1932年; Journal of Experimental Psychology、15、550–562）  [4]
- 一連の言語反応における干渉の研究（1935年; Journal of Experimental Psychology、18、643–662）
- リゴン理論の基礎（1935年; American Journal of Psychology、47、499–504）
- 逐語的な言語反応の速度に影響する要因（1938年;心理学のモノグラフ、50、38–48）

### 宗教作品
- なぜ人々は聖書を同じように見ないのですか？ （1949年） [4]
- 神の計画と私。 第1巻、イエスの使命と方法（1950年）
- 神の計画と私、永遠のいのちを継承する方法（1954年）
- 後のヘブライ語の歴史に関するシラバス（1960年）
- 神の計画と私（1950–1961年）
- 文脈における福音（196年1）
- 聖書の教会（1962年）
- パウロのより短い書簡と一般書簡に関するシラバス（1965年）
- 教会組織に関する修復案（1966年）
- ガラテヤ人  ：法のない福音の十分性（1971年）
- 律法に対する福音の優越性  ：（ヘブライ人）（1972年）
- ローマ人  ：信仰による義（1973年）
- 新しい聖書をどうしようか（改訂版標準版）
- 救う信仰（1950–1970年）
- 愛は要求または言い訳ですか？ （1950–1970年）
- 教会へのパウロの手紙のシラバス。